# Matanog
Matanog (Bayan ng Matanog) är en kommun i Filippinerna. Kommunen tillhör provinsen Shariff Kabunsuan och ligger på ön med samma namn. Folkmängden uppgår till 18 296 invånare.
Matanog är indelat i 8 barangayer.